# Berchișești (gmina)
Berchișești – gmina w Rumunii, w okręgu Suczawa. Obejmuje miejscowości Berchișești i Corlata. W 2011 roku liczyła 2849 mieszkańców.